# Contrapiso

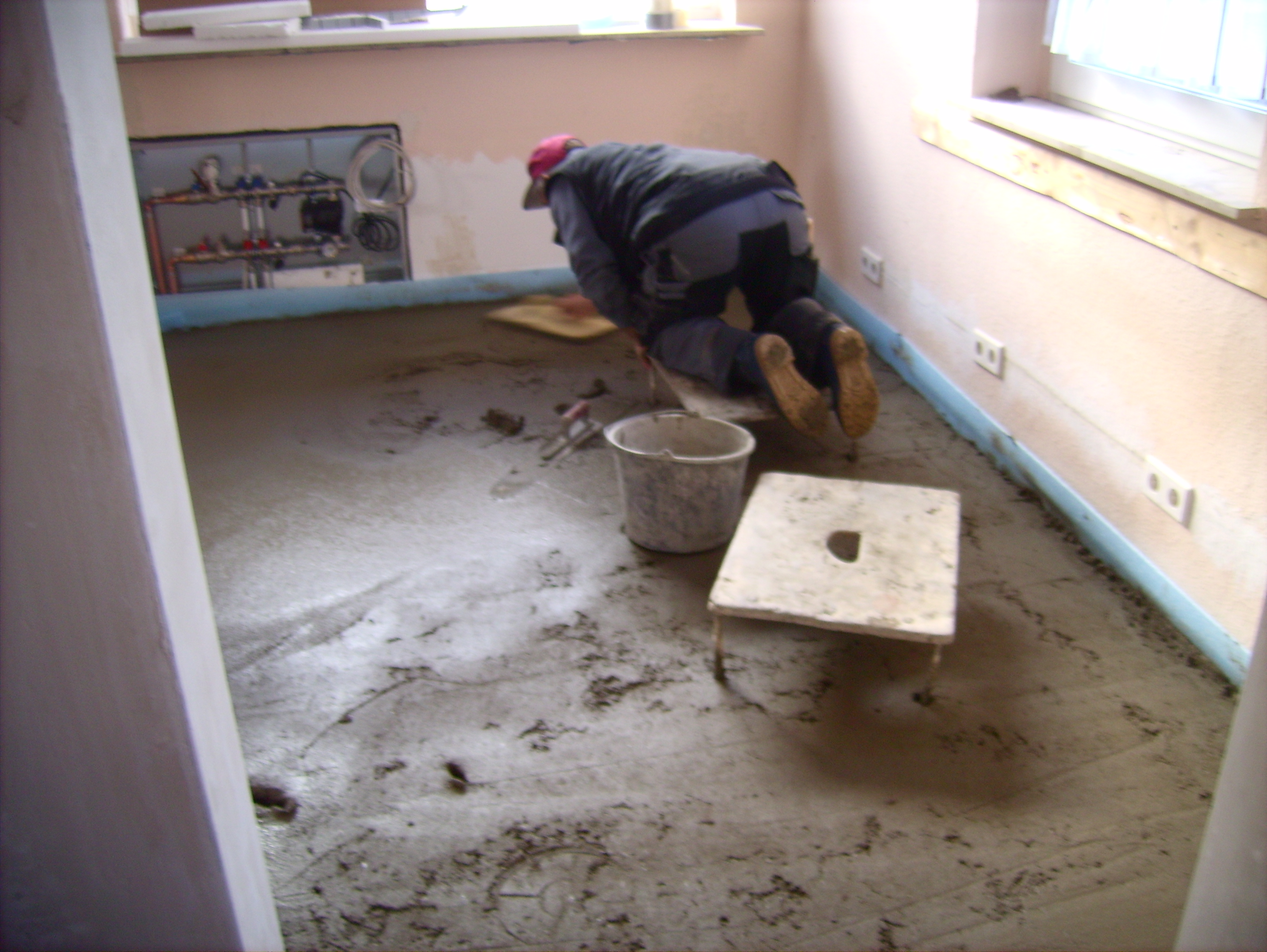
Contrapiso durante aplicação, recebendo acabamento à desempenadeira

Contrapiso é uma camada de argamassa aplicada sobre uma base no piso, como uma laje estrutural ou lastro de concreto. Tem a finalidade de regularizar, nivelar e dar caimento ao piso, servindo geralmente de substrato para um posterior acabamento, como de placas cerâmicas, assoalho de madeira ou manta vinílica.

## História
Os antigos romanos já usavam uma base de concreto que pode ser comparada ao contrapiso atual. Em De architectura, Vitrúvio descreve uma preparação de piso constituída por uma camada de concreto de cal e cascalho, com um traço de 1:2,5 a 1:3, e espessura de 222 mm, e outra de cal e tijolo moído, a um traço de 1:3, e espessura de 111 mm. Este pavimento serviria de base para a posterior aplicação de placas de mármore ou mosaico.

## Tipos de contrapiso
Barros classifica os contrapisos quanto a três variáveis: número de camadas, tipo de aderência com o substrato, e materiais utilizados.

### Quanto às camadas
- Camada única: constituído por um único tipo de argamassa. Pode ser aplicado em mais de uma operação, contanto que imediatamente consecutivas, havendo incorporação completa à camada anterior, sem a criação de uma superfície de separação entre elas.
- Múltiplas camadas: constituído por argamassas de composições distintas; geralmente sendo a primeira camada de enchimento, mais leve, com argamassa mais fraca, e de maior espessura (20 a 50 mm), e a segunda, de acabamento, com argamassa de maior teor de cimento, e de menor espessura (15 a 20 mm).[4]

### Quanto à aderência
- Aderido: com contato efetivo com a base, de maneira que os esforços atuantes e as deformações sejam transferidos de um para o outro. Pode ser aplicado sobre a laje endurecida, que deve ser previamente molhada para que não absorva água demais da argamassa, prejudicando a cura desta última. Alternativamente, pode ser incorporado à laje, quando é executado em no máximo 3 horas após a concretagem desta, evitando a diferença de retração entre os dois elementos, o que diminui as chances de fissuração e permite menores espessuras (10 a 25 mm[5]).
- Não aderido: lançado sobre uma base impermeabilizada ou sem preparação prévia, podendo estar contaminada com óleos, graxas e poeira. Deverá ter espessura mínima de 35 mm. A partir de de 50 mm, entretanto, deverá ser executado com mais de uma camada, sendo a de acabamento de no mínimo 20 mm.
- Flutuante: aplicado sobre uma camada intermediária de isolamento térmico e acústico e/ou de impermeabilização, de forma que também não haja vinculação com elementos limítrofes, como paredes e tubulações. A espessura do contrapiso variará entre 40 a 70 mm de acordo com as propriedades mecânicas do material usado na camada intermediária.

### Quanto aos materiais
- Cimento e areia: tipo mais utilizado no Brasil, geralmente dosado em volume no traço 1:6.[1]
- Cimento e agregado leve: têm a areia substituída por agregados leves, como vermiculita, argila expandida e escória de alto-forno. Este tipo de argamassa é mais indicada para a camada de enchimento — no caso de contrapiso de camadas múltiplas —, o que diminui a carga permanente do edifício. Esta camada pode desempenhar uma função de isolamento térmico e acústico.
- Anidrita e agregado miúdo: neste tipo, o cimento é substituído pela anidrita, a um traço de 1:2,5.[6] Como a anidrita tem pega lenta, um acelerador de pega pode ser usado. Este tipo de argamassa não apresenta retração por secagem, portanto um contrapiso deste tipo pode ser aplicado a pequenas espessuras, de até 25 mm.[6]
- Cloreto de magnésio e agregado miúdo: neste caso o aglomerante é o cloreto de magnésio e o agregado miúdo é um fíler, a um traço de 1:3,5, com espessura variando de 20 a 25 mm. Devido à corrosividade do cloreto de magnésio, é comum isolar a base do contrapiso com uma membrana impermeável.
- Outros materiais aglomerantes, como o asfalto e o betume.

### Outros tipos

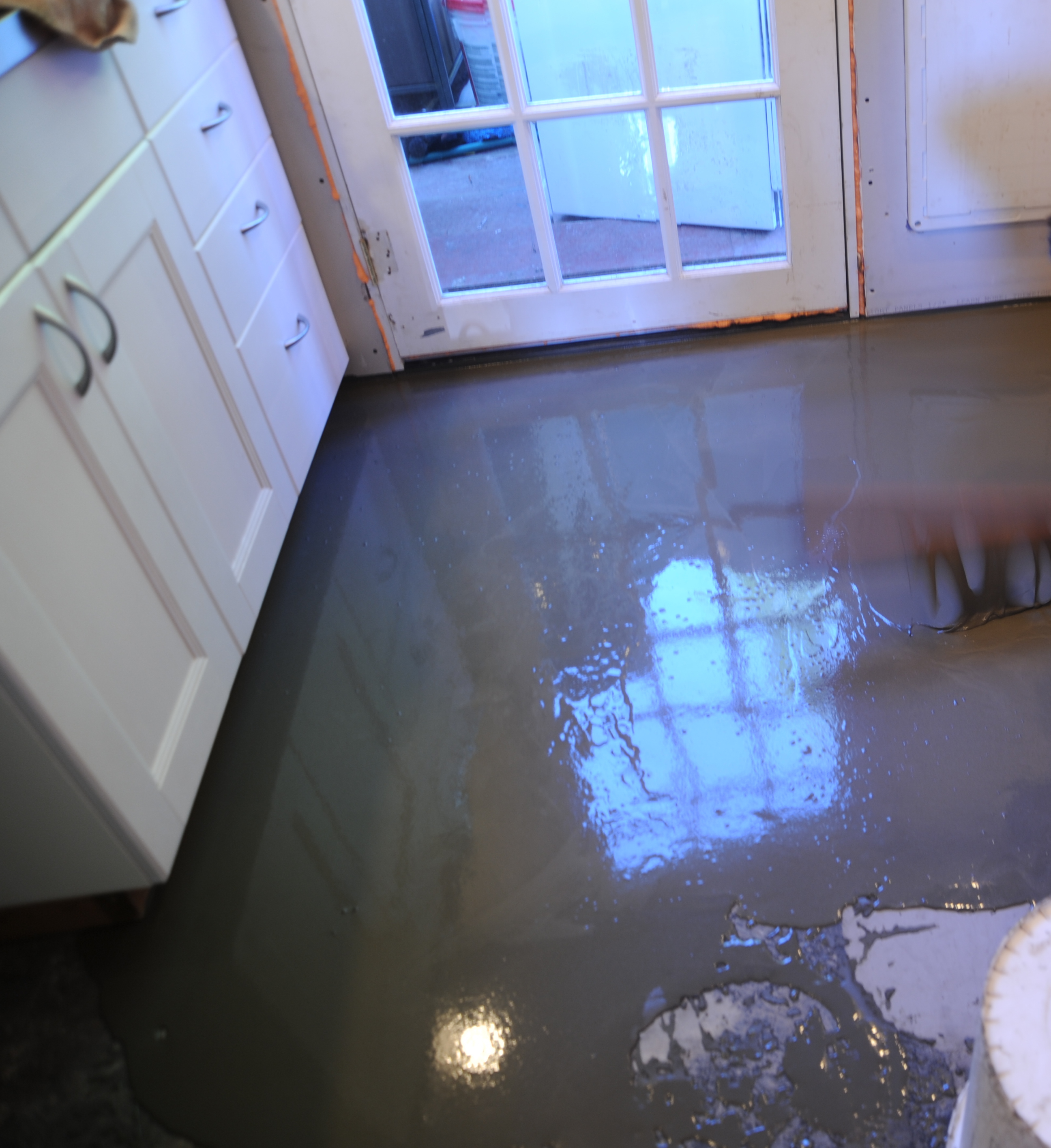
Contrapiso autonivelante sendo aplicado em uma cozinha.

- Contrapiso autonivelante: recebe um aditivo plastificante que aumenta a fluidez da argamassa. Com a alta fluidez, a força gravitacional e seu peso próprio deixam a argamassa homogênea e nivelada, preenchendo todo o ambiente interno.[7] Esta técnica reduz a quantidade de mão-de-obra, tem menor prazo de execução e permite contrapisos de menor espesssura, entre 5 e 20 mm.[8]